# Габба
Габба (на нидерландски: Gabber) е агресивен стил в електронната музика и е поджанр на хардкор техното. Думата габба идва от khaber (амстердамски жаргон) и означава „приятел“. Тя е създадена в Ротердам в отговор на хаус сцената в Амстердам, която била определяна като „снобска и претенциозна“. Въпреки че и на други места по това време се появява подобна музика, за неин роден град се смята Ротердам. Същността на габбата е завъртян, усукан звук, с голяма ударна сила, който е толкова бърз и сложен, че звуковата му вълна е почти квадратна, а тонът е разпознаваемо мелодичен. За неговото произвеждане най-често се използва Roland Alpha Juno или Roland TR-909. За разлика от обикновеното техно, което се характеризира със 130 – 140 удара/мин., темпото на габбата е доста по-бързо 160 – 220. Насилие, дрога и псувни са обичайната тема в стила, като текста често се крещи или е забързан, разместен (обърнат) или с висока тоналност.
Музикалният стил габба е съпровождан и от танц – хаккен, който се състои от бързи малки стъпки под ритъма на бас барабана. Най-често участват само краката, но също така торсът и ръцете.

## Произход
Началото на жанра датира от края на 80-те в Белгия в рамките на сцената New Beat, озаглавена Donut Dollies HNO3, издадена през 1988 г. или Mörder ZAG, издадена през 1989 г. За първото габба парче се приема We Have Arrived (1990) на Mescalinum United, в кояето има типичната смесица от техно и индустриал с мрачно, агресивно настроение. В първата половина на 90-те габбата вече била ясно изразена мода не само в музиката. Феновете на стила носели напластени спортни дрехи (анцузи, маратонки, развлечени, понякога кожени якета), а повечето от тях били с бръснати глави.
Стилът се ражда в края на 80-те години, но някои твърдят, че се е появил през 1995 г. чрез хепи хардкора, а феновете смятат, че това е станало чрез комерсиализация в по-млада аудитория, която била прикачена към сцената. Организацията ID&T спомогнала за популяризирането на габбата, като организирала партита (най-забележимите от коита са Thunderdome партитата) и продавала стоки. Понятието „габба“ обаче се използва рядко заради опетняването през 90-те години и повечето хора предпочитат просто наименовието „хардкор“. След като известно време прекарва на ъндърграунд сцената, през 2002 г. габбата отново започва да печели популярност в Холандия, въпреки че стилът вече е по-зрял, мрачен и индустриален. Никъде по света тя никога не е губила оригиналното си въздействие и завладяващата си сила, а е развила много поджанрове: от Digital Hardcore до Breakcore, от Noisecore до Speedcore.

## Nu Gabber Style
В края на 90-те години има ясно разделение на хардкор сцената. Някои диджеи започват да правят по-бавен стил с по-нисък и по-тежък бас, който отеква по-дълго, отколкото е възможно в обикновения бърз вариант. Този нов стил се определя като Main stream или New Style (или Nu Style) и New Skool и тъй като темпото става все по-бавно и по-бавно, музиката заприличва на хард техно (hard techno). Понеже много от феновете мразели хард техно, се случвало на едно и също парти половината публика да вика за диджея, а другата половина – против него, в зависимост от темпото на парчетата им. Днешната габба е с темпо 160 – 170 удара/мин., което е малко по-бавно от началния ротердамски и по-бързо от ню-стайл траковете.

## Стил
Габбата се характеризира със звука си с барабани и бас. Всъщност тя произлиза от обикновен синтезиран звук от касата който е ускорен и утежнен. Звуковата вълна, въпреки че е синусоидална, има почти квадратна форма. Резултатът от това е, че спектърът на честотата се разширява, което създава по-силен и агресивен звук. Това също така увеличава поносимостта. Поради това изменение барабаните също придобиват мелодичен тон. Не е необичайно ако оттенъка на касата се промени и започне да следва линията на баса.
Друг често използван звук е „хувър“ (hoover), който се възпроизвежда със синтезатора Roland Alpha Juno. „Хувър“ е дращещ, дрезгав, провлачен звук, който в по-ниска тоналност създава мрачна, тягостна бас-линия. В по-висока тоналност той е агресивен и прилича на писък. В бързите габба парчета се използва бърз хувър. През годините употребата му се е развила и nuskool вълната разчита на по-чист supersaw звук.
Стиловете Oldskool gabber и Nuskool gabber се различават главно по темпото:
- Oldskool gabber – „тежестта“ се изразява в скоростта; темпото рядко пада под 180 удара/мин., а касата е често е толкова бърза, че отделните звукове не се различават.
- Nuskool gabber – по-бавен; темпото е под 160 удара/мин. (Rotterdam Terror Corps развиват нов стил, при който ударите са разделени на 3, хувърите са стакати, което придава маршовиден характер на мелодията)

## Видове
През 2000 г. се отрича концентрирането само върху темпото (често над 200 удара/мин.) и повечето поджанрове създали определени отличителни черти и се различават главно по силата на баса:
- Terrorcore – използва същия разкривен барабан както в nu-style gabber продукциите; парчетата са минималистични и немелодични, темите са изключително агресивни. Представители – Delta 9, Lenny Dee, Unexist и Tieum.
- Frenchcore – повлиян от стария габба стил; впечатление за подскачане; лек, бушуващ. Представители – Speedfreak, Radium, The Sickest Squad, Pattern J.
- UK gabber – замества бас-линията с по-натуралистичен, тежък, отекващ звук. Влияе се от Breakcore. Представители – DJ Producer, Bryan Fury, Deathmachine, Teknoist и Detest.

## Погрешни схващания
През 90-те години се е смятало, че габбата е свързана с неофашизма в Германия и американския Среден Запад. Повечето фенове не принадлежат към тази група, а и много представители правят парчета със строго антирасистки послания.

## Представители
- Art of Fighters
- Patrick van Kerckhoven (a.k.a. DJ Ruffneck, D'Spyre, Juggernaut, Wedlock)
- Lady Dana
- Neophyte
- DJ Gizmo
- DJ Buzz Fuzz
- DJ Fish
- Drokz
- Tafkat
- 6 pack
- DJ Paul Elstak a.k.a. DJ Paul
- Endymion a.k.a Teknoid
- Nosferatu
- Korsakoff
- Panic a.k.a Balistic, Dennis Copier, Mark Burrows
- The Viper a.k.a Black Knight, Melvin Pelupessy, Mike Heart
- The Prophet
- Rotterdam Termination Source
- Rotterdam Terror Corps a.k.a. RTC
- Angerfist
- Delta 9
- Gabba Front Berlin
- Marc Trauner (a.k.a. Mescalinum United, Nasty Django, The Mover, Rave Creator, Marc Arcadipane & Marshall Masters)
- Tommyknocker a.k.a: System Snare, Tommaso Marra
- The Playah
- DJ Mad Dog
- Nasenbluten
- Scott Brown
- gabbafreakz